# كيفن ريفرز
كيفن ريفرز (بالإنجليزية: Kevin Rivers)‏ هو منتج أسطوانات وملحن ورائد أعمال أمريكي، ولد في 27 يونيو 1987 في بورت هورون في الولايات المتحدة.